# Bibliothèque municipale
Pour les articles homonymes, voir BM.

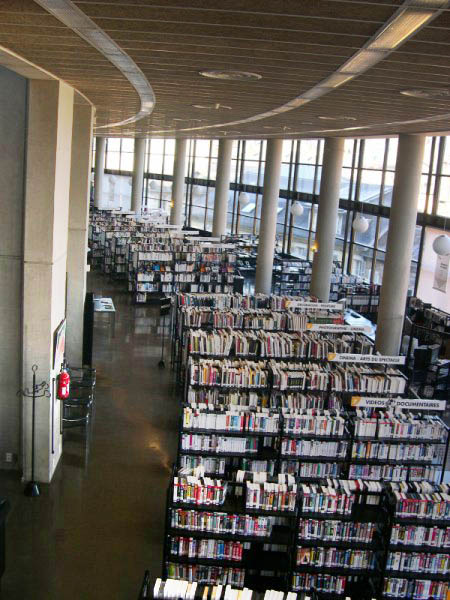
La bibliothèque municipale de Chambéry.

Une bibliothèque municipale (BM) est une bibliothèque publique dépendant d'une municipalité ou d'une commune.
Les bibliothèques municipales accueillent le public pour la consultation sur place (en général gratuitement) et pour le prêt à domicile (qui nécessite souvent une inscription payante) de livres, de documents sonores ou vidéos. Les bibliothèques municipales ont pour mission de servir les usagers de la communauté dont elles dépendent. Elles proposent de plus en plus souvent des accès à internet et organisent des manifestations culturelles, comme des expositions ou des rencontres avec des écrivains. Certaines utilisent des bibliobus. Dans certaines bibliothèques municipales se trouve une ludothèque, aussi appelée joujouthèque.

## EnFrance
Compte tenu de la création des lycées et bibliothèques scolaires en 1802, Bonaparte (Premier Consul de l’époque) a mis à la disposition des collections qui étaient dans les dépôts des anciennes écoles centrales aux villes, à condition qu’elles payent la charge. Le décret « du 8 pluviôse an XI (28 janvier 1803) mettant […] à la disposition et sous la surveillance de la municipalité, constitue l’acte de naissance des bibliothèques municipales françaises.»
Les bibliothèques municipales les plus anciennes possèdent des collections patrimoniales. Telles que la bibliothèque municipale de Rouen, Versailles ou de Bordeaux. Cinquante-quatre d'entre elles sont des bibliothèques municipales classées, dont une partie des collections appartient à l'État et qui emploient un fonctionnaire d'État et parfois plusieurs.
Les bibliothèques municipales construites depuis les années 1980 sont parfois appelées « médiathèques », sans qu'on puisse toutefois généraliser le rapport entre cette appellation et la présence de médias autres que le livre. Certaines grandes bibliothèques construites dans les années 2000, avec une importante aide financière de l'État, sont appelées bibliothèques municipales à vocation régionale (BMVR).
Depuis le début des années 2000, de plus en plus de communes transfèrent la gestion de leur bibliothèque à une communauté d'agglomération ou à une communauté de communes. On parle alors de « bibliothèque intercommunale ».

## AuQuébec

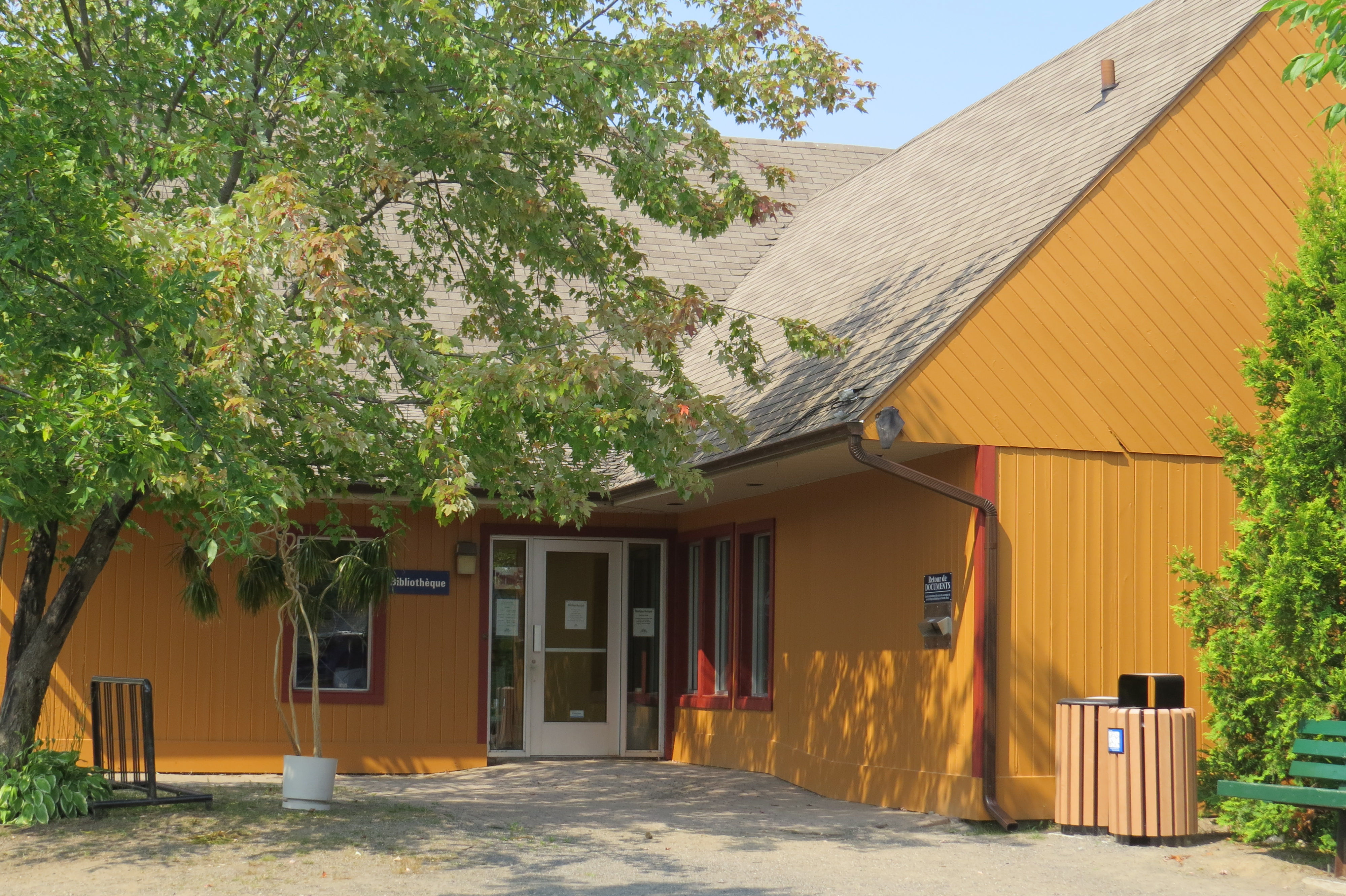
Bibliothèque municipale de Val-David.

Au Québec, la lecture publique pour les francophones a longtemps été contrôlée par le clergé catholique. Ainsi, au XIXe siècle, l’Église se donna pour mission de créer un réseau de bibliothèques paroissiales censé procurer des lectures conformes à la morale catholique à une population de plus en plus alphabétisée. Ceci, également, afin d’écarter les francophones de toute tentative de prosélytisme protestant. Le concept de bibliothèque publique laïque fera lentement son chemin, mais ce n’est qu’avec la Révolution tranquille, au début des années 60, que les bibliothèques publiques commencent à s’implanter dans la province. 
Aujourd’hui, il existe deux types de bibliothèques publiques au Québec: les bibliothèques publiques autonomes et les bibliothèques publiques affiliées. Les premières vont desservir les municipalités de 5 000 habitants ou moins. Elles sont généralement chapeautées par les municipalités, mais peuvent également être sous l’autorité d’un organisme sans but lucratif. C’est ce type de bibliothèque qui dessert la majorité de la population du Québec à savoir, plus de 80%. Ces bibliothèques municipales sont souvent associées à des maisons de culture qui partagent le même bâtiment ou c’est à proximité de celle-ci. 
Les bibliothèques affiliées desservent quant à elles les populations de plus de 5 000 habitants. Elles relèvent généralement d’un Centre régional de services aux bibliothèques publiques qui les fournit en services professionnels et en collections. 
En 2006, la Bibliothèque nationale du Québec et les Archives nationales du Québec fusionnent et donnent naissance à une nouvelle institution, Bibliothèque et Archives nationales du Québec (BAnQ). Cette dernière avec sa mission ambitieuse devient la première institution culturelle du Québec. En effet, BAnQ réunit les archives nationales, une grande bibliothèque publique, une bibliothèque nationale ainsi qu’une bibliothèque virtuelle.

## ÀMontréal
Le réseau des bibliothèques de la ville de Montréal compte, en ce moment, 45 bibliothèques municipales. Pour ceux qui résident à Montréal, l’abonnement à la bibliothèque municipale et nationale est gratuit et d’autres exceptions s’appliquent. Il y a des frais d’abonnement lorsque vous n’êtes pas résidant de Montréal, il faut payer 88$ par an. À BAnQ, il n’y a pas de frais d’abonnement lorsque vous êtes résident du Québec. Pour les non-résidents, il faut payer 51$ à 102$ par an. 
Au début des années 2020, les bibliothèques municipales offrent désormais de nombreux services qui n'existaient pas dans les années 1990. L’image d’une bibliothèque municipale est censée d’être « un lieu de conservation, d’enregistrement et d’entrepôt paisible des ouvrages imprimés. [Des] rayons […] où l’on combat la poussière, où l’on cultive le silence et l’érudition, cet empire des murmures d’où sont bannis l’éclat». Cependant, de nos jours, il n’est même plus étonnant de voir des jeunes jouer à des jeux vidéos ou de voir des zombies marcher dans une bibliothèque municipale à la fin du mois d’octobre ou même en mars (activité offerte au 17 ans et moins).
Avant la pandémie, les bibliothèques municipales offraient principalement des services dans leur propre établissement ou à proximité. Cependant, pendant la pandémie, les bibliothécaires se sont surpassés en offrant des activités, des ateliers et des cours presque entièrement en ligne. Pour que tout le monde puisse profiter des services en ligne gratuitement, BAnQ et les bibliothèques municipales de Montréal offrent sur place des postes informatiques connectés sur internet, des tablettes et l’accès au Wifi. Pour accéder aux Wifi BAnQ il faut être abonné à leur service et dans les bibliothèques municipales à Montréal, les usagers ont accès au réseau mtlwifi.
Le 6 octobre 2021, les bibliothèques de Montréal ont adhéré au mouvement international Fine Free Library, en abolissant les frais de retard qui étaient chargés par document après sa date échéance, cependant dès la cinquième journée de retard, le dossier de l’usager serait bloqué jusqu’au retour ou au renouvellement du document en retard. BAnQ avait aboli ses frais de retard en mi-mars 2020 dû à la pandémie pour un temps indéterminé.